# Isigonia
Isigonia là một chi nhện trong họ Anyphaenidae.